# Gitane-Campagnolo

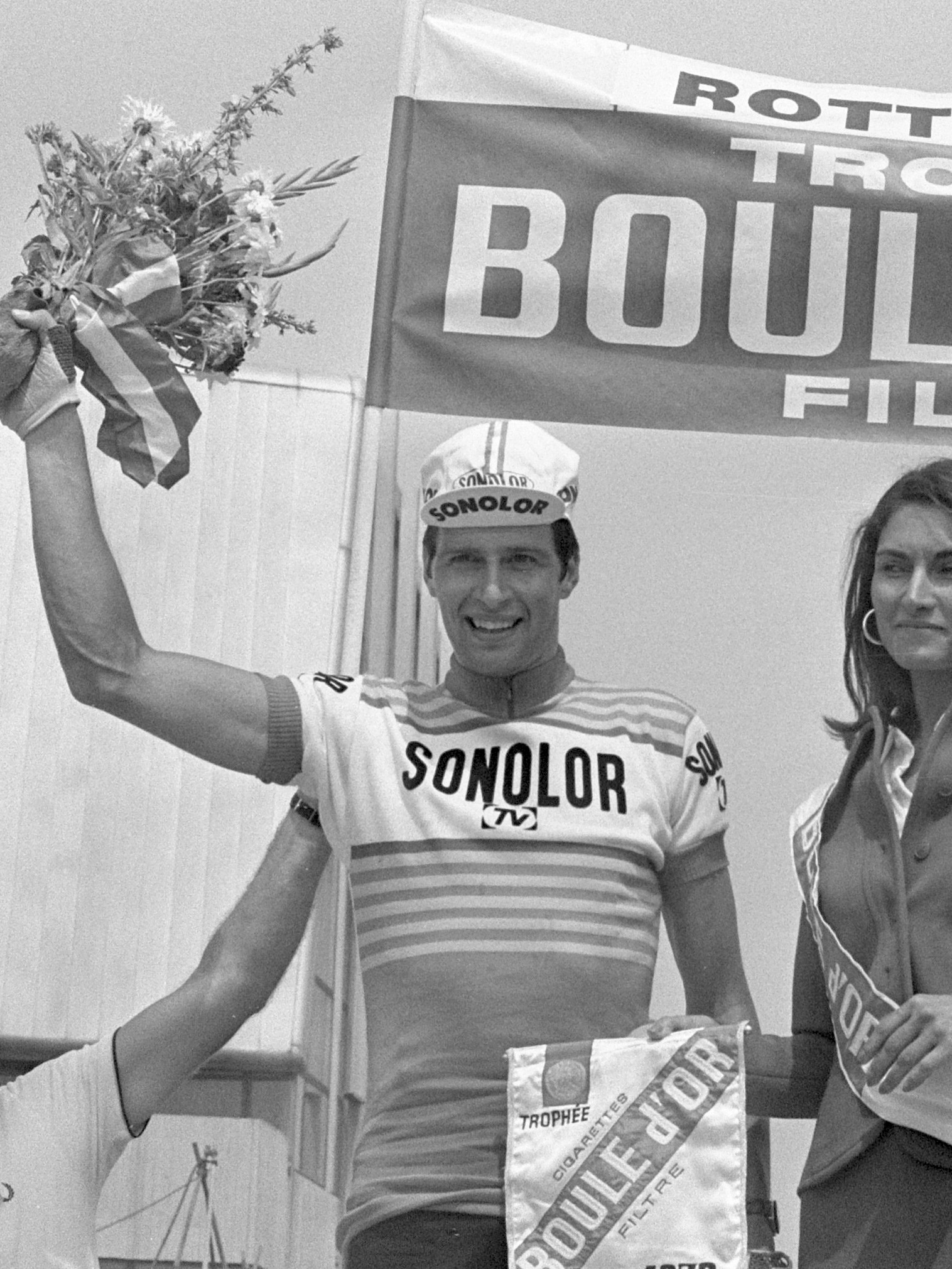
Willy Teirlinck bei der Tour de France 1973

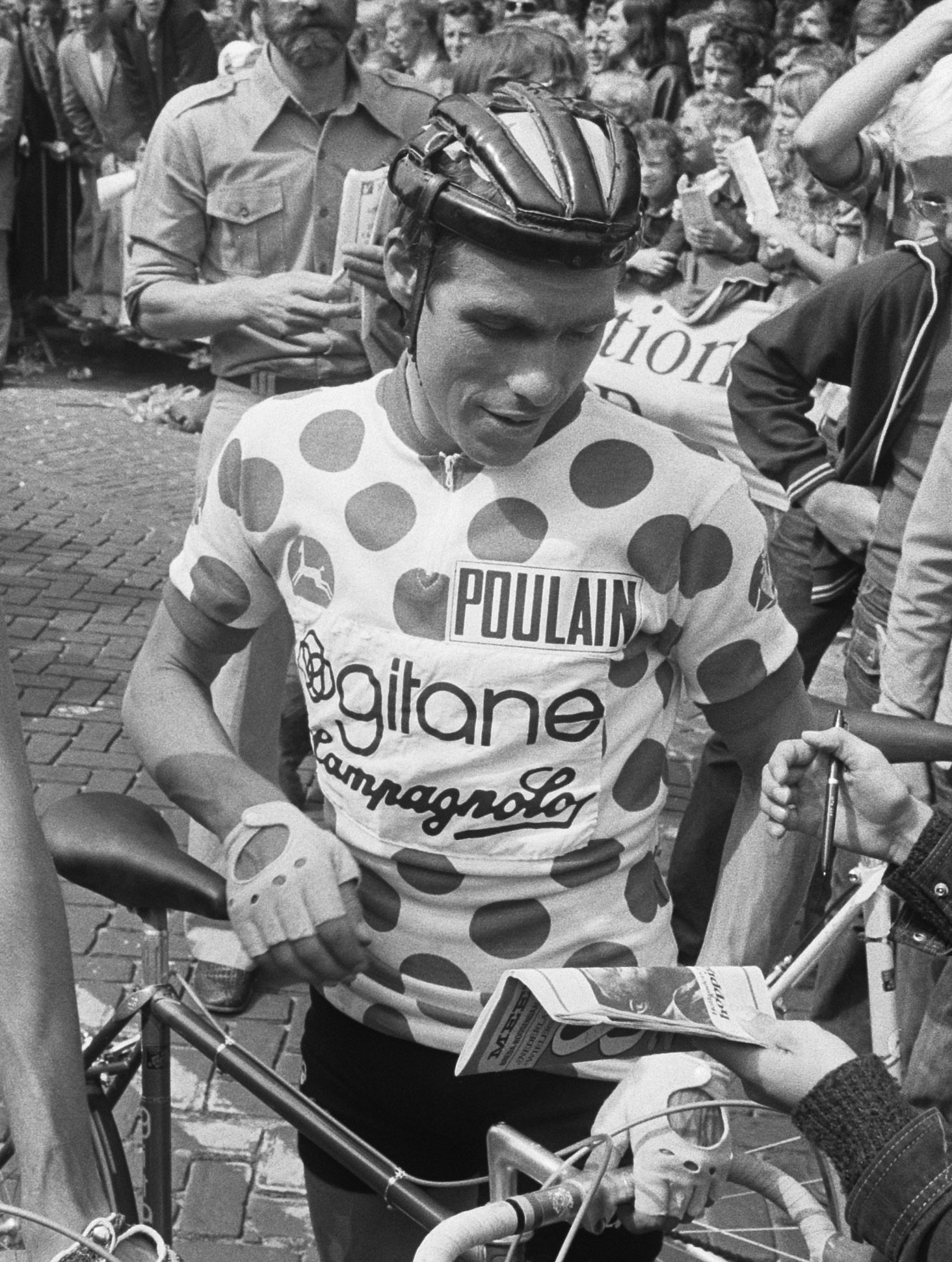
Lucien van Impe bei der Acht van Chaam 1975

Gitane-Campagnolo, Sonolor-Lejeune, Sonolor oder Sonolor-Gitane war ein französisches Radsportteam, das von 1969 bis 1977 bestand. Nicht zu verwechseln mit den Teams Gitane-Frigécrème oder Renault-Gitane.

## Geschichte
Das Team wurde 1969 von Jean Stablinski gegründet. Größter Erfolg war der Sieg bei der Tour de France durch Lucien Van Impe. Durch die Rivalität mit Bernard Hinault verließ Van Impe das Team 1976 und Cyrille Guimard setzte ab 1977 auf Hinault als Führungsfahrer des Teams. Nach der Saison 1977 löste sich das Team auf und wurde durch die Akquise von Gitane durch Renault zu Renault-Gitane-Campagnolo.
Hauptsponsor war von 1969 bis 1974 der französische Hersteller von Fernsehern und Radios Sonolor. Ab 1975 bis 1977 der französische Fahrradhersteller Gitane.

## Erfolge
1969
- eine Etappe Critérium du Dauphiné

1970
- Gesamtwertung und eine Etappe Grand Prix Midi Libre
- eine Etappe Tour du Nord
- eine Etappe 4 Jours de Dunkerque
- Trophée des Grimpeurs
- Tour de l’Hérault
- Manx Trophy

1971
- Paris–Bourges
- Grand Prix de Fourmies
- Grand Prix d’Isbergues
- Étoile de Bessèges
- Bergwertung Tour de France
- Französischer Meister – Straßenrennen
- drei Etappen Étoile des Espoirs
- eine Etappe Paris-Nizza
- eine Etappe Portugal-Rundfahrt
- eine Etappe Tour de Corse cycliste
- eine Etappe Setmana Catalana de Ciclisme

1972
- fünf Etappen und Bergwertung Tour de France
- Paris–Camembert
- Étoile de Bessèges
- eine Etappe Grand Prix Midi Libre
- eine Etappe Tour du Nord
- Gesamtwertung und eine Etappe 4 Jours de Dunkerque

1973
- drei Etappen Tour de France
- Étoile de Bessèges
- eine Etappe Grand Prix Midi Libre
- eine Etappe Tour de l’Aude
- eine Etappe Tour de Romandie
- Gesamtwertung und eine Etappe Tour du Nord
- Boucles de la Seine
- eine Etappe Rone van de Kempen
- eine Etappe Étoile des Espoirs

1974
- Gesamtwertung und eine Etappe Tour de l’Oise
- Herald Sun Tour
- Bretagne Classic Ouest-France
- Grand Prix de Denain
- Grand Prix de Fourmies
- Circuit du Port de Dunkerque
- zwei Etappen Grand Prix Midi Libre
- eine Etappe Luxemburg-Rundfahrt
- eine Etappe Tour de l’Aude
- eine Etappe Étoile des Espoirs

1975
- zwei Etappen und  Bergwertung Tour de France
- Gesamtwertung und zwei Etappen Tour de l’Aude
- Gesamtwertung und eine Etappe Circuit Cycliste Sarthe
- Paris–Camembert
- Bretagne Classic Ouest-France
- Le Samyn
- Belgischer Meister – Straßenrennen
- zwei Etappen Étoile des Espoirs
- zwei Etappen Luxemburg-Rundfahrt
- eine Etappe 4 Jours de Dunkerque
- eine Etappe Mittelmeer-Rundfahrt
- eine Etappe Tour de l’Oise
- eine Etappe Escalada a Montjuïc

1976
- Gesamtwertung und zwei Etappen Tour de France
- Paris–Camembert
- Grand Prix Pino Cerami
- Trophée des Grimpeurs
- Gesamtwertung und drei Etappen Tour de Limousin
- Gesamtwertung und zwei Etappen Grand Prix Midi Libre
- Gesamtwertung und vier Etappen Tour de l’Aude
- Gesamtwertung und eine Etappe Tour d’Indre-et-Loire
- Gesamtwertung und eine Etappe Circuit Cycliste Sarthe
- eine Etappe Etoile des Espoirs

1977
- Lüttich-Bastogne-Lüttich
- drei Etappen Tour de France
- Gesamtwertung und zwei Etappen Critérium du Dauphiné
- Gesamtwertung Critérium International
- Gesamtwertung und zwei Etappen Tour de Limousin
- Gent-Wevelgem
- Grand Prix des Nations
- Le Samyn
- Grand Prix de Denain
- Bretagne Classic Ouest-France
- Grand Prix du Morbihan
- drei Etappen Étoile des Espoirs
- eine Etappe Grand Prix Midi Libre
- eine Etappe Mittelmeer-Rundfahrt
- eine Etappe Tour de l’Aude
- eine Etappe Tour de Corse
- eine Etappe Tour d’Indre-et-Loire
- eine Etappe Tour Cycliste du Tarn

### Grand-Tour-Platzierungen
| Grand Tour         | 1969 | 1970 | 1971 | 1972 | 1973 | 1974 | 1975 | 1976 | 1977 |
| ------------------ | ---- | ---- | ---- | ---- | ---- | ---- | ---- | ---- | ---- |
| Tour de FranceTour | 12   | 6    | 3    | 4    | 5    | 8    | 3    | 1    | 10   |

### Monumente-des-Radsports-Platzierungen
| Monument                 | 1969 | 1970 | 1971 | 1972 | 1973 | 1974 | 1975 | 1976 | 1977 |
| ------------------------ | ---- | ---- | ---- | ---- | ---- | ---- | ---- | ---- | ---- |
| Mailand–Sanremo          | 28   | 21   | 10   | 16   | –    | –    | 17   | 20   | –    |
| Flandern-Rundfahrt       | 36   | 33   | 15   | 14   | 15   | 52   | 6    | 6    | 14   |
| Paris–Roubaix            | 18   | 19   | 16   | 4    | 27   | 20   | 10   | 9    | 2    |
| Lüttich–Bastogne–Lüttich | 24   | 10   | 4    | 23   | 59   | 22   | 16   | 21   | 1    |
| Lombardei-Rundfahrt      | –    | –    | –    | –    | –    | –    | –    | 17   | –    |

## Bekannte Fahrer
- Lucien Van Impe (1969–1976)
- André Zimmermann (1969)
- Bernard Guyot (1969–1973)
- Jean Graczyk (1969–1970)
- Willy Teirlinck (1970–1977)
- Lucien Aimar (1970–1971)
- Barry Hoban (1970–1971)
- Yves Hézard (1971–1973)
- Willy Van Neste (1972–1973)
- Tino Tabak (1973)
- Graham McVilly (1974)
- Raymond Martin (1974–1976)
- Bernard Hinault (1975–1977)